# Dialecto de Shikoku

El dialecto de Shikoku es el Dialecto del Japonés hablado en la isla de Shikoku. [cita requerida]

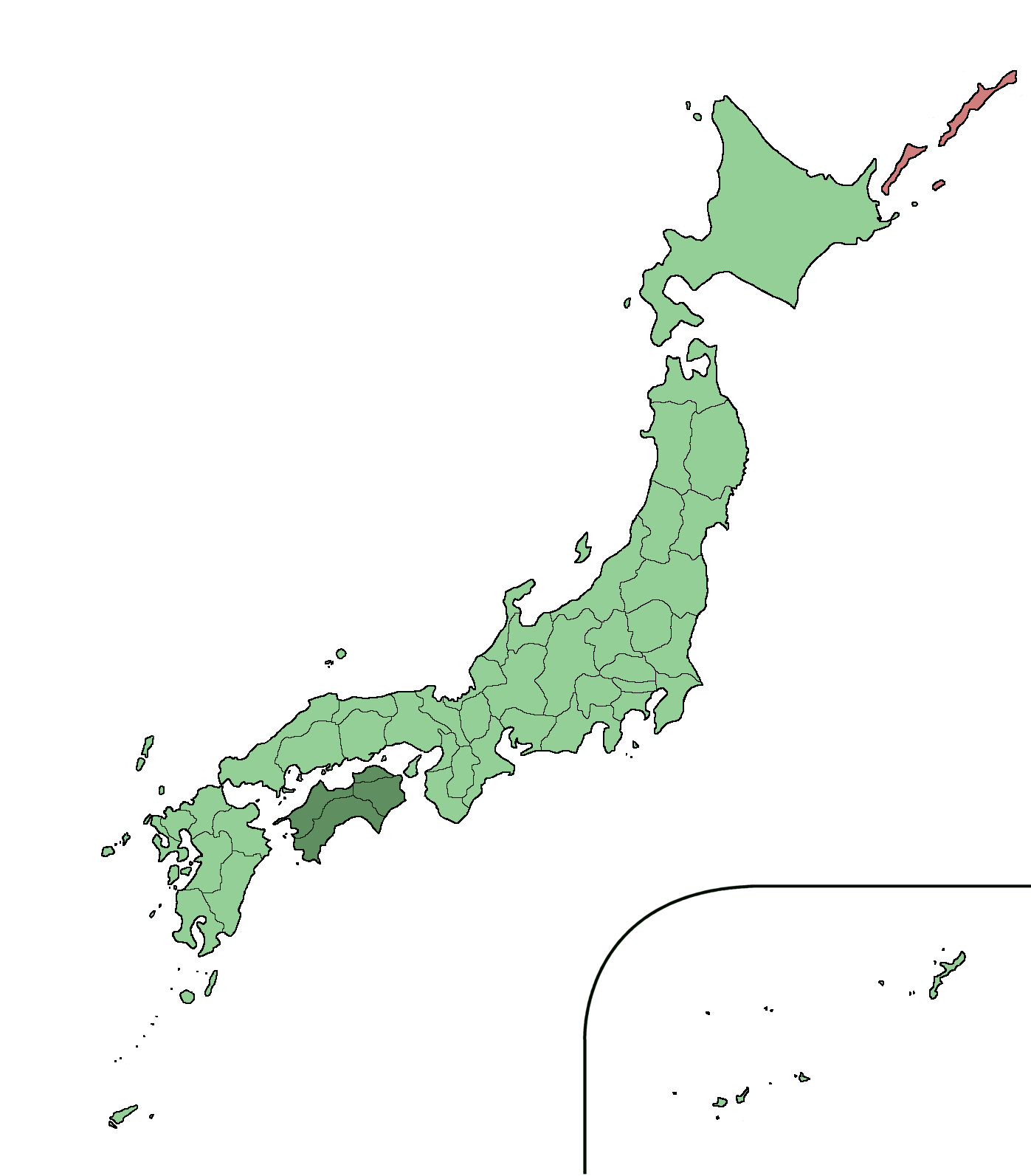
Mapa de la Isla Shikoku

## Características
- Usa ken en lugar de kara para decir porque.
- Este usa un acento tipo Keihan (tipo Kyoto-Osaka)
- Este tiene similitudes con el Dialecto de Chugoku.

## Sub-dialectos
- Dialecto Awa
- Dialecto Sanuki
- Dialecto Iyo
- Dialecto Tosa